# 스팬에어 5022편 착륙 사고
스팬에어 5022편 착륙 사고는 2008년 8월 20일 14시 25분 (현지시각), 스페인 마드리드 바라하스 국제공항을 이륙해 라스팔마스의 그란 카나리아 공항으로 향할 예정이였던 스팬에어 소속의 맥도넬더글러스 MD-80기가 이륙 도중 엔진 화재로 비상착륙을 시도하다 추락한 사고이다. 독일인을 포함한 162명의 탑승객 중 18명을 제외한 전원이 사망하였다.

## 의의
스팬에어의 첫 대형 항공사고이자, MD-80 계열의 항공기를 통틀어 14번째 사망사고인 동시에 24번째 기체 손실 사고이다.

## 같이 보기
- 스팬에어
- 테네리페 참사